# Gombasecká jaskyňa
Gombasecká jaskyňa is een grot die onderdeel uitmaakt van de Slowaakse Karst in Slowakije. Deze maakt op zijn beurt weer deel uit van de grotten van de Aggtelek Karst en Slowaakse Karst die sinds 1985 op de werelderfgoedlijst van de UNESCO staan vermeld.
De grot is vernoemd naar de nederzetting Gombasek nabij Slavec. De grot is op 21 november 1951 ontdekt door speleologen. Vier jaar later werd de grot voor het eerst opengesteld voor publiek. Tegenwoordig is 530m van de 1525m opengesteld voor publiek.

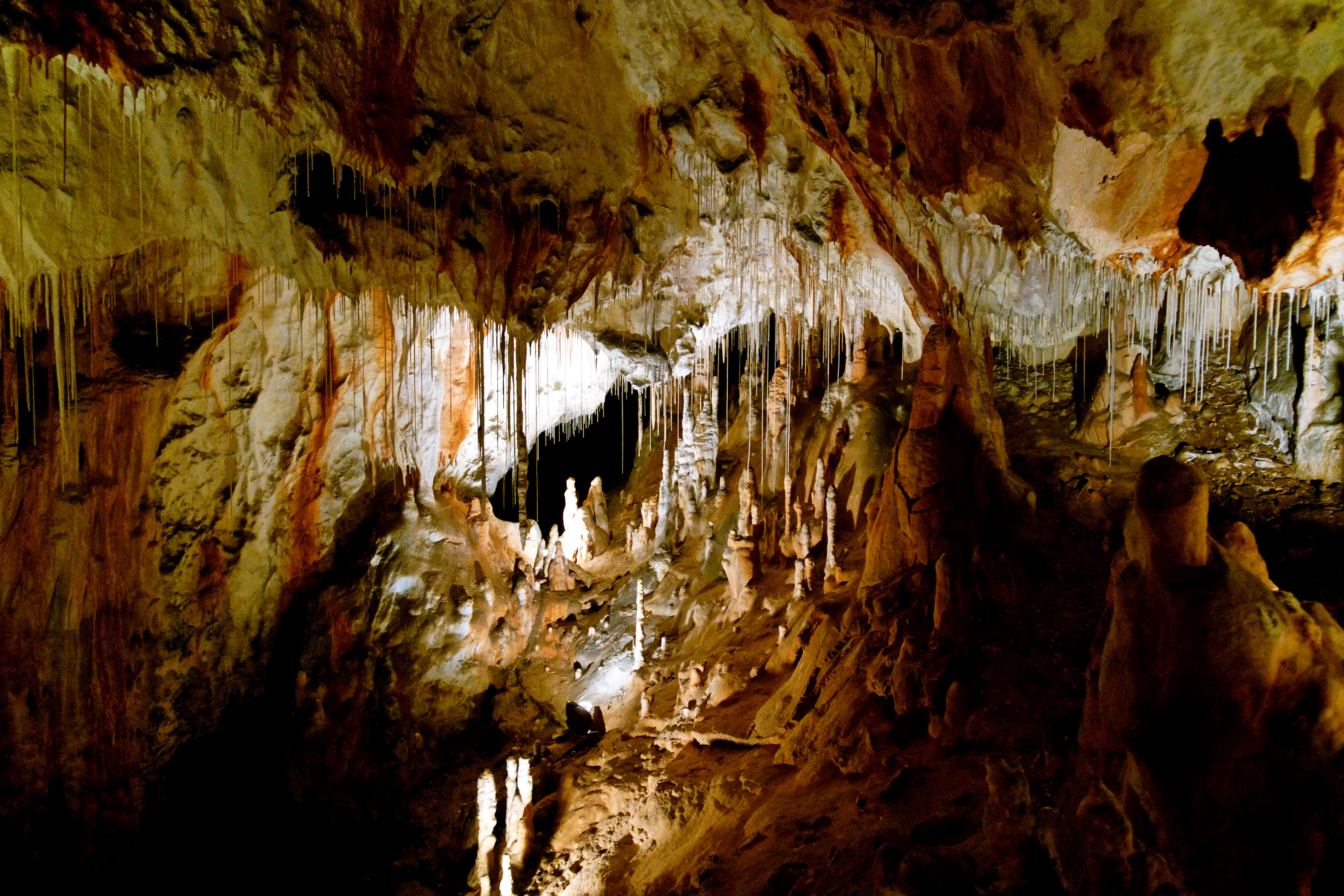
Binnenzijde van de grot.

- Nationale Bibliotheek van Tsjechië: ge1224483
- Virtual International Authority File: 9902156565740723500004